# 刀叉旅館
39°21′00″N 74°27′12″W / 39.35011°N 74.45346°W
刀叉旅館（英語：Knife and Fork Inn）是一間餐廳，位於新澤西州大西洋城的大西洋和太平洋大道（Atlantic and Pacific Avenues）交匯處，在1912年首次由「準將」路易斯·庫爾勒開張成為一間私人俱樂部，然後紐約市的旅館經理Milton Latz在1927年「禁酒令前夕」把它成為一間獨特的餐廳，以迎合市政當局的高層。

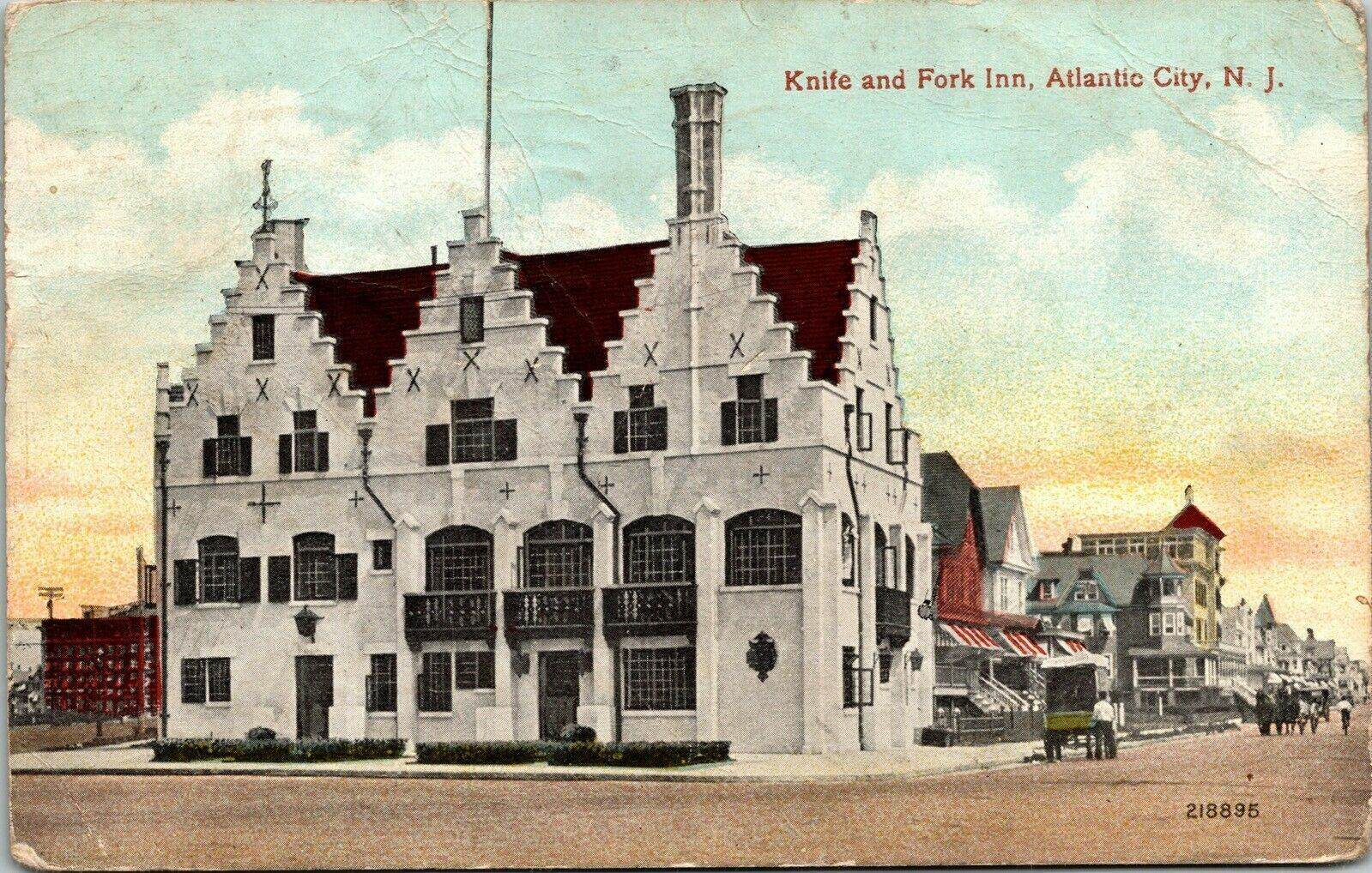
大約1915年，明信片上的刀叉旅館

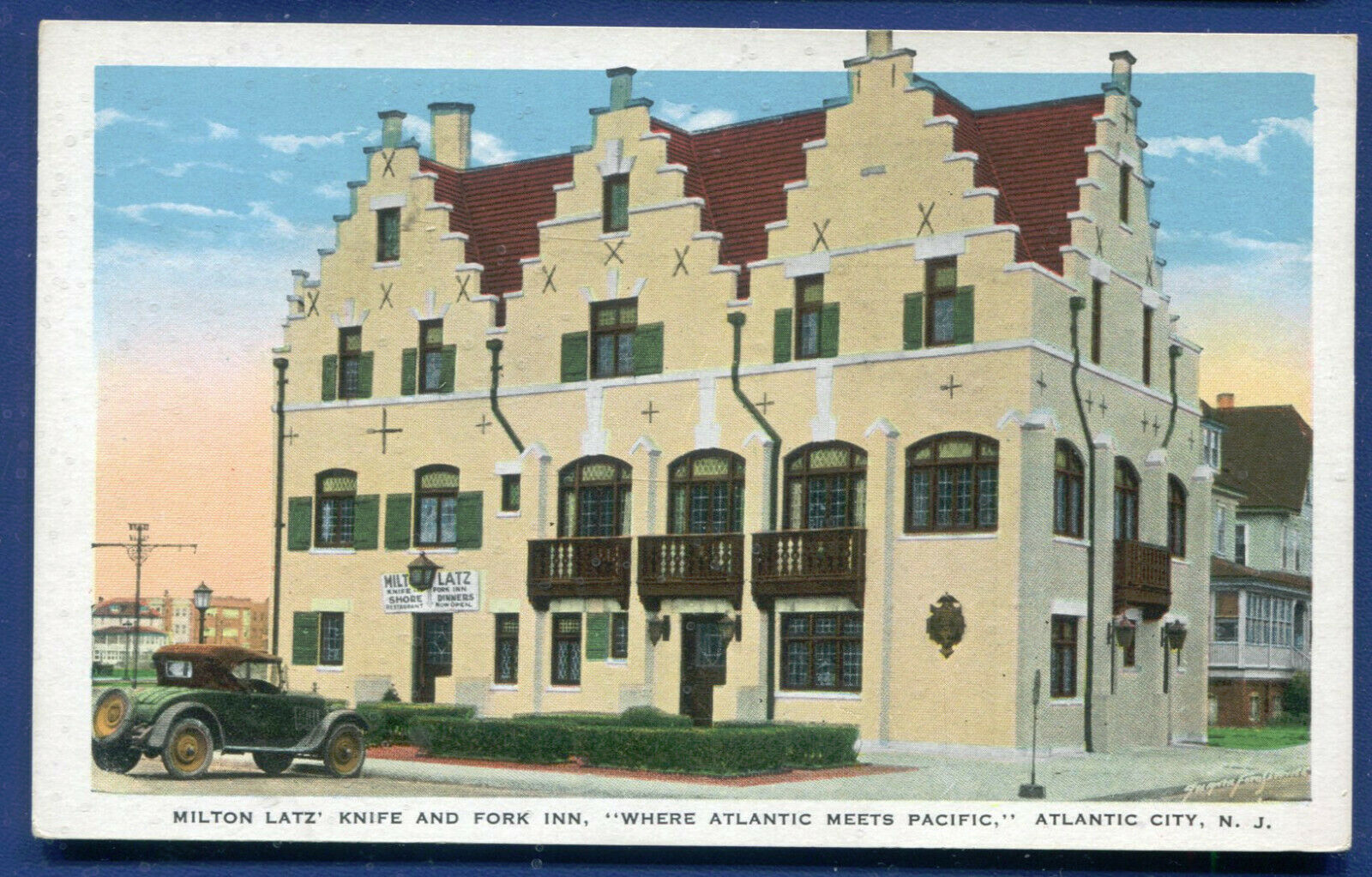
大約1930年，明信片上的刀叉旅館

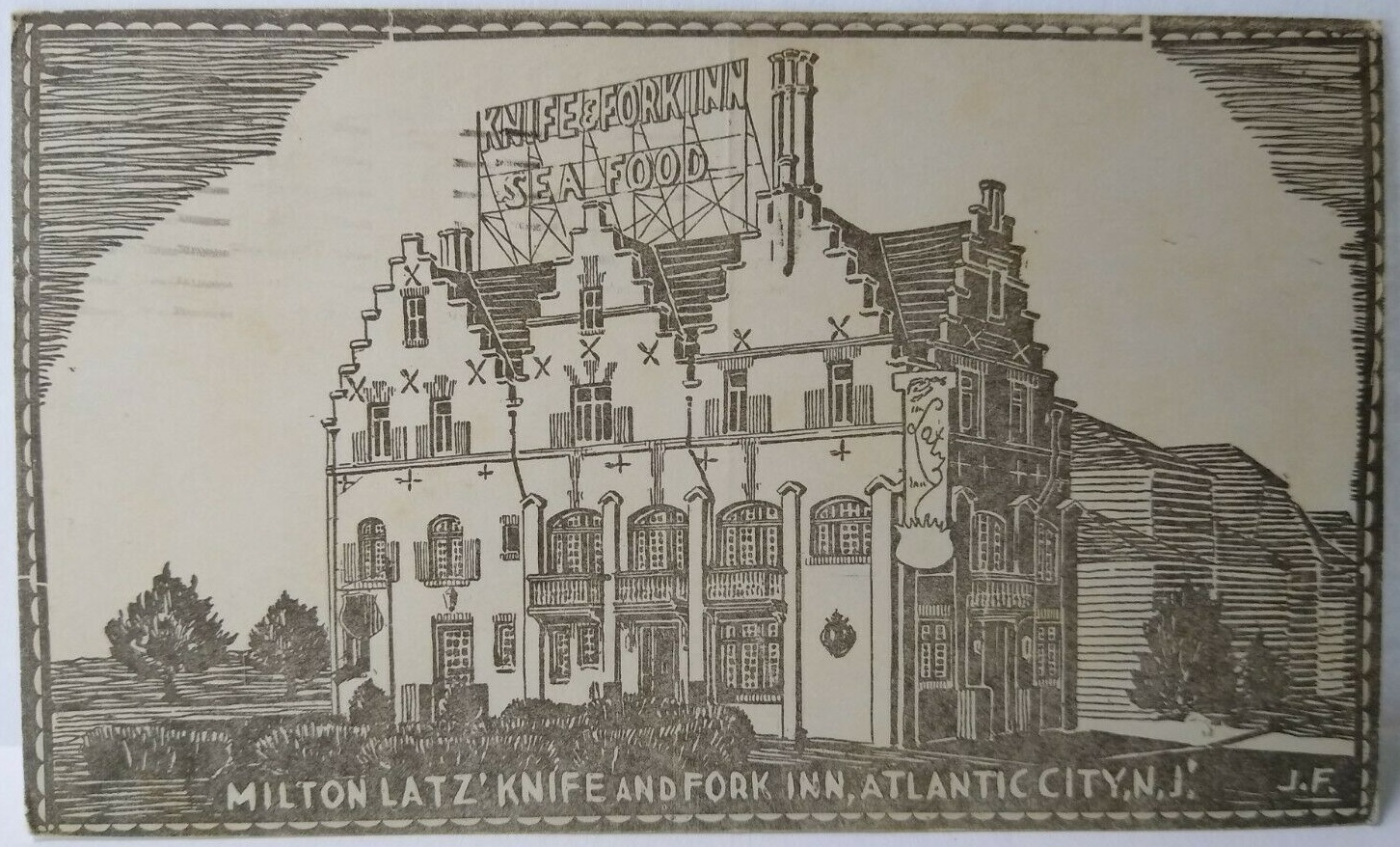
大約1946年，免費明信片

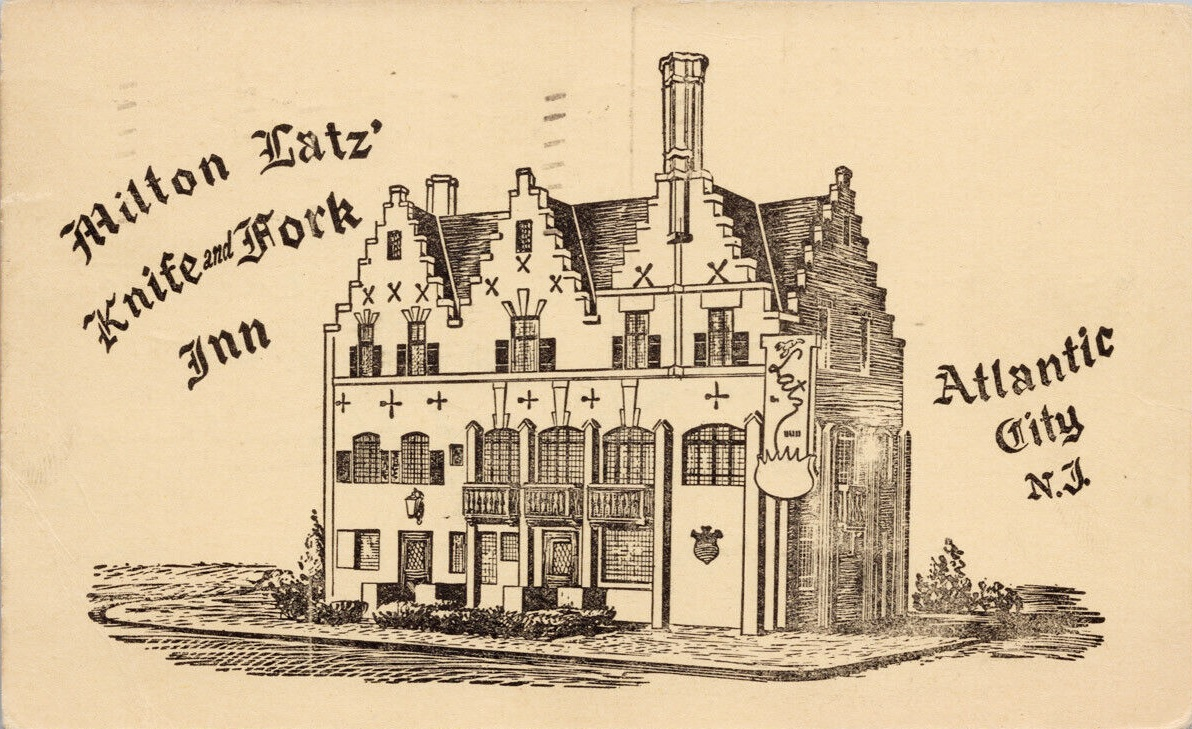
大約1948年，免費明信片

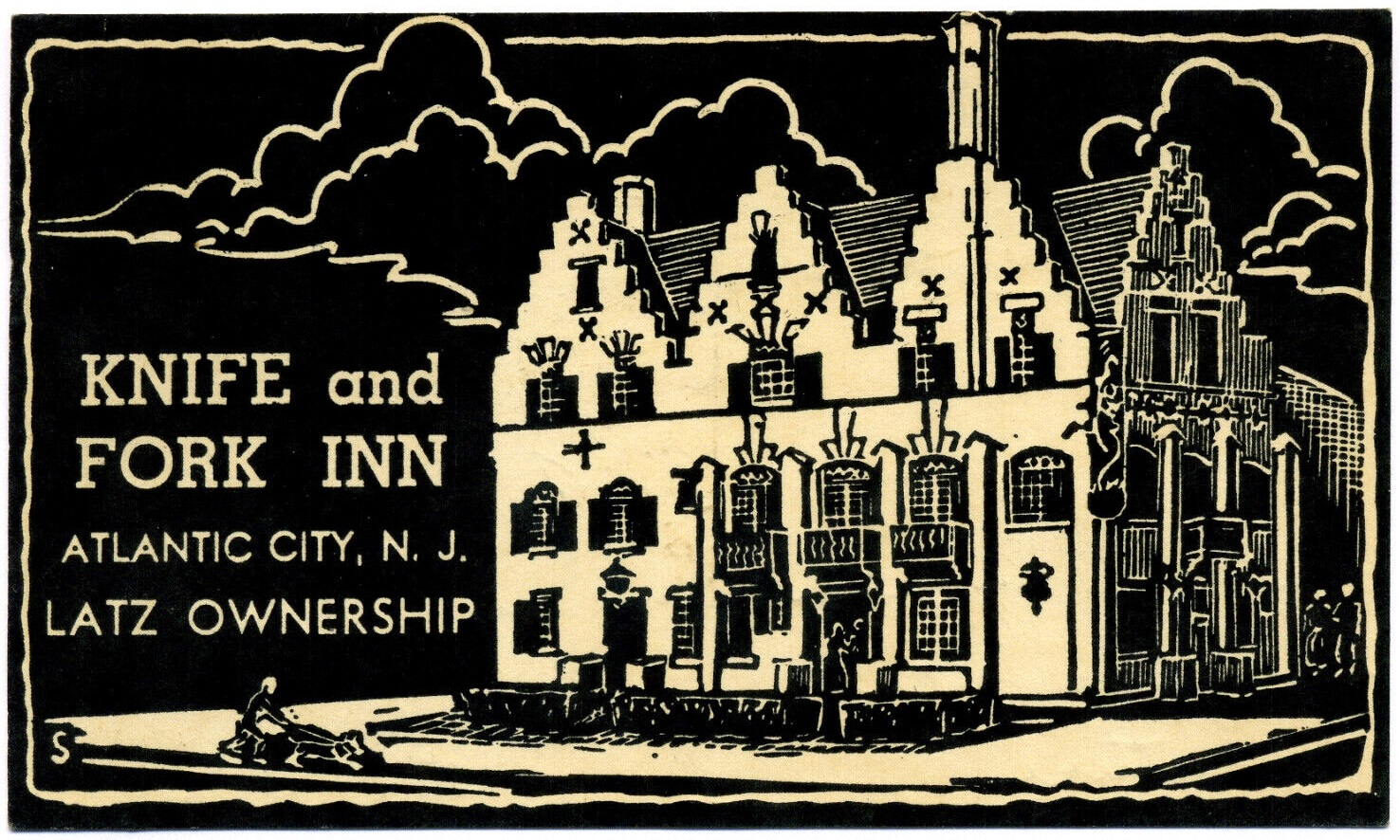
大約1954年，免費明信片

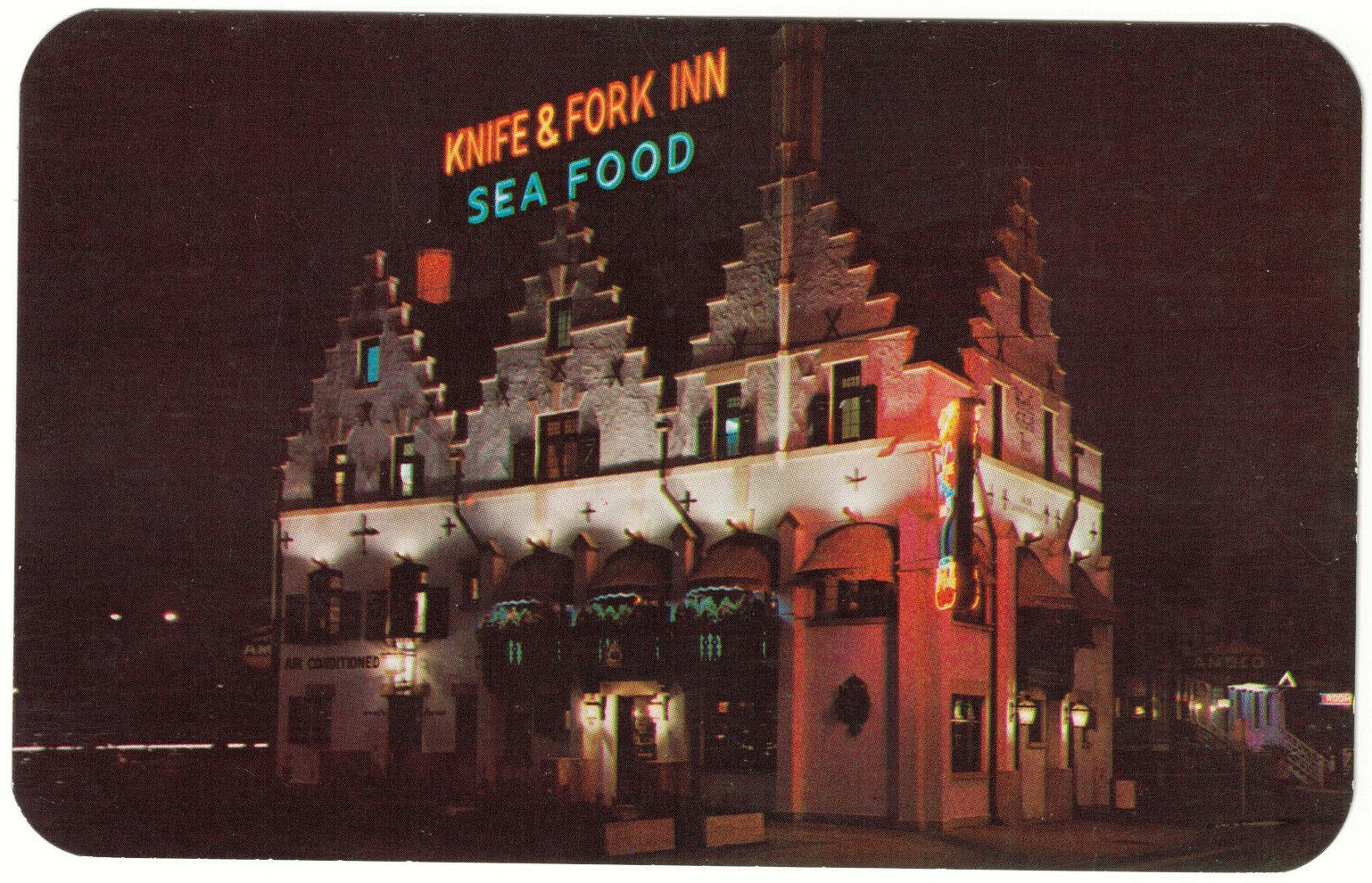
大約1975年，明信片上的刀叉旅館

該餐廳於1996年12月被Milton Latz的兒子Mack Latz關閉停業。然後在1999年12月，Latz的第二個兒子Andrew決定為他的父親經營餐廳，餐廳重新開業。經過法庭的爭鬥後，年老的Latz（在年輕的Latz的吵鬧反對下）將該餐廳賣給了現在的所有者Dougherty家族，他們是大西洋城大西洋大道上Docks Oyster House（於1897年開業的最古老餐廳）的長期業主。
有些名人和有權勢的政客於餐廳最初期曾在那裡喝酒和用餐，其中包括藝人蘿絲瑪麗·克隆尼、Vic Damone和卜·合，還有賭場大亨史提芬·艾倫·永利和兩位前新澤西州州長詹姆斯·弗洛里奧和克莉斯汀·托德·惠特曼。不過，大西洋城有權勢的政治老大和詐騙販伊努·「努基」·強森卻為刀叉旅館帶來新的名氣，而他後來在HBO非常成功的電視劇《酒私風雲》中被虛構化。
在《酒私風雲》的最後一季中，刀叉旅館有被提及到，而且為該劇重造了一間一樣的餐廳作為重要的場景。

## 外部連結
- 官方网站